# Toray Pan Pacific Open 2013 - Qualificazioni singolare

## Teste di serie
1. Marina Eraković (ultimo turno)
2. Paula Ormaechea (Qualificata)
3. María Teresa Torró Flor (Qualificata)
4. Chanelle Scheepers (ultimo turno)
5. Heather Watson (ultimo turno)
6. Polona Hercog (Qualificata)
7. Sílvia Soler Espinosa (ultimo turno)
8. Misaki Doi (Spostata nel tabellone principale come wildcard)
9. Cvetana Pironkova (ultimo turno)

1. Estrella Cabeza Candela (ultimo turno)
2. Barbora Záhlavová-Strýcová (Qualificata)
3. Mandy Minella (primo turno)
4. Tadeja Majerič (primo turno)
5. Ashleigh Barty (ultimo turno)
6. Dar'ja Gavrilova (Qualificata)
7. Anastasija Rodionova (Qualificata)
8. Kristýna Plíšková (ultimo turno)

## Qualificate
1. Anastasija Rodionova
2. Paula Ormaechea
3. María Teresa Torró Flor
4. Dar'ja Gavrilova

1. Barbora Záhlavová-Strýcová
2. Polona Hercog
3. Risa Ozaki
4. Casey Dellacqua

## Tabellone

### Legenda
| - Q = Qualificato - WC = Wild card - LL = Lucky loser | - ALT = Alternate - SE = Special Exempt - PR = Protected Ranking | - w/o = Walkover - r = Ritirato - d = Squalificato |

### Sezione 1
|  | Primo turno | Primo turno            | Primo turno            | Primo turno | Primo turno |  |  | Ultimo turno | Ultimo turno         | Ultimo turno         | Ultimo turno | Ultimo turno |  |
|  |             |                        |                        |             |             |  |  |              |                      |                      |              |              |  |
|  | 1           | Marina Eraković        | Marina Eraković        | 7           | 7           |  |  |              |                      |                      |              |              |  |
|  |             | Arantxa Parra Santonja | Arantxa Parra Santonja | 5           | 64          |  |  | 1            | Marina Eraković      | Marina Eraković      | 1            | 1            |  |
|  |             | Miharu Imanishi        | 6                      | 3           | 3           |  |  | 16           | Anastasija Rodionova | Anastasija Rodionova | 6            | 6            |  |
|  | 16          | Anastasija Rodionova   | 4                      | 6           | 6           |  |  |              |                      |                      |              |              |  |

### Sezione 2
|  | Primo turno | Primo turno             | Primo turno             | Primo turno | Primo turno |  |  | Ultimo turno | Ultimo turno            | Ultimo turno            | Ultimo turno | Ultimo turno |  |
|  |             |                         |                         |             |             |  |  |              |                         |                         |              |              |  |
|  | 2           | Paula Ormaechea         | Paula Ormaechea         | 6           | 6           |  |  |              |                         |                         |              |              |  |
|  | WC          | Akari Inoue             | Akari Inoue             | 3           | 1           |  |  | 2            | Paula Ormaechea         | Paula Ormaechea         | 7            | 6            |  |
|  | WC          | Aki Yamasoto            | Aki Yamasoto            | 1           | 3           |  |  | 10           | Estrella Cabeza Candela | Estrella Cabeza Candela | 64           | 1            |  |
|  | 10          | Estrella Cabeza Candela | Estrella Cabeza Candela | 6           | 6           |  |  |              |                         |                         |              |              |  |

### Sezione 3
|  | Primo turno | Primo turno             | Primo turno    | Primo turno | Primo turno |  |  | Ultimo turno | Ultimo turno            | Ultimo turno | Ultimo turno | Ultimo turno |  |
|  |             |                         |                |             |             |  |  |              |                         |              |              |              |  |
|  | 3           | María Teresa Torró Flor | 62             | 6           | 6           |  |  |              |                         |              |              |              |  |
|  |             | Erika Sema              | 7              | 3           | 1           |  |  | 3            | María Teresa Torró Flor | 6            | 5            | 7            |  |
|  | WC          | Nao Hibino              | Nao Hibino     | 5           | 4           |  |  | 14           | Ashleigh Barty          | 4            | 7            | 64           |  |
|  | 14          | Ashleigh Barty          | Ashleigh Barty | 7           | 6           |  |  |              |                         |              |              |              |  |

### Sezione 4
|  | Primo turno | Primo turno        | Primo turno        | Primo turno | Primo turno |  |  | Ultimo turno | Ultimo turno       | Ultimo turno       | Ultimo turno | Ultimo turno |  |
|  |             |                    |                    |             |             |  |  |              |                    |                    |              |              |  |
|  | 4           | Chanelle Scheepers | Chanelle Scheepers | 6           | 6           |  |  |              |                    |                    |              |              |  |
|  | WC          | Mana Ayukawa       | Mana Ayukawa       | 0           | 2           |  |  | 4            | Chanelle Scheepers | Chanelle Scheepers | 4            | 3            |  |
|  | WC          | Chiaki Okadaue     | Chiaki Okadaue     | 63          | 3           |  |  | 15           | Dar'ja Gavrilova   | Dar'ja Gavrilova   | 6            | 6            |  |
|  | 15          | Dar'ja Gavrilova   | Dar'ja Gavrilova   | 7           | 6           |  |  |              |                    |                    |              |              |  |

### Sezione 5
|  | Primo turno | Primo turno                | Primo turno                | Primo turno | Primo turno |  |  | Ultimo turno | Ultimo turno               | Ultimo turno               | Ultimo turno | Ultimo turno |  |
|  |             |                            |                            |             |             |  |  |              |                            |                            |              |              |  |
|  | 5           | Heather Watson             | Heather Watson             | 6           | 6           |  |  |              |                            |                            |              |              |  |
|  |             | Yurika Sema                | Yurika Sema                | 1           | 0           |  |  | 5            | Heather Watson             | Heather Watson             | 3            | 3            |  |
|  |             | Alla Kudrjavceva           | Alla Kudrjavceva           | 1           | 4           |  |  | 11           | Barbora Záhlavová-Strýcová | Barbora Záhlavová-Strýcová | 6            | 6            |  |
|  | 11          | Barbora Záhlavová-Strýcová | Barbora Záhlavová-Strýcová | 6           | 6           |  |  |              |                            |                            |              |              |  |

### Sezione 6
|  | Primo turno | Primo turno       | Primo turno       | Primo turno | Primo turno |  |  | Ultimo turno | Ultimo turno      | Ultimo turno      | Ultimo turno | Ultimo turno |  |
|  |             |                   |                   |             |             |  |  |              |                   |                   |              |              |  |
|  | 6           | Polona Hercog     | Polona Hercog     | 6           | 6           |  |  |              |                   |                   |              |              |  |
|  |             | Eri Hozumi        | Eri Hozumi        | 1           | 2           |  |  | 6            | Polona Hercog     | Polona Hercog     | 6            | 6            |  |
|  | WC          | Emi Mutaguchi     | Emi Mutaguchi     | 4           | 3           |  |  | 9            | Cvetana Pironkova | Cvetana Pironkova | 4            | 2            |  |
|  | 9           | Cvetana Pironkova | Cvetana Pironkova | 6           | 6           |  |  |              |                   |                   |              |              |  |

### Sezione 7
|  | Primo turno | Primo turno           | Primo turno           | Primo turno | Primo turno |  |  | Ultimo turno | Ultimo turno          | Ultimo turno          | Ultimo turno | Ultimo turno |  |
|  |             |                       |                       |             |             |  |  |              |                       |                       |              |              |  |
|  | 7           | Sílvia Soler Espinosa | Sílvia Soler Espinosa | 6           | 6           |  |  |              |                       |                       |              |              |  |
|  | WC          | Naomi Ōsaka           | Naomi Ōsaka           | 3           | 4           |  |  | 7            | Sílvia Soler Espinosa | Sílvia Soler Espinosa | 1            | 4            |  |
|  |             | Risa Ozaki            | Risa Ozaki            | 6           | 6           |  |  |              | Risa Ozaki            | Risa Ozaki            | 6            | 6            |  |
|  | 13          | Tadeja Majerič        | Tadeja Majerič        | 0           | 4           |  |  |              |                       |                       |              |              |  |

### Sezione 8
|  | Primo turno | Primo turno       | Primo turno     | Primo turno | Primo turno |  |  | Ultimo turno | Ultimo turno      | Ultimo turno      | Ultimo turno | Ultimo turno |  |
|  |             |                   |                 |             |             |  |  |              |                   |                   |              |              |  |
|  | 17          | Kristýna Plíšková | 6               | 3           | 6           |  |  |              |                   |                   |              |              |  |
|  |             | Ol'ga Savčuk      | 2               | 6           | 3           |  |  | 17           | Kristýna Plíšková | Kristýna Plíšková | 3            | 63           |  |
|  |             | Casey Dellacqua   | Casey Dellacqua | 7           | 6           |  |  |              | Casey Dellacqua   | Casey Dellacqua   | 6            | 7            |  |
|  | 12          | Mandy Minella     | Mandy Minella   | 5           | 4           |  |  |              |                   |                   |              |              |  |